# Alphonse-Hubert de Latier de Bayane

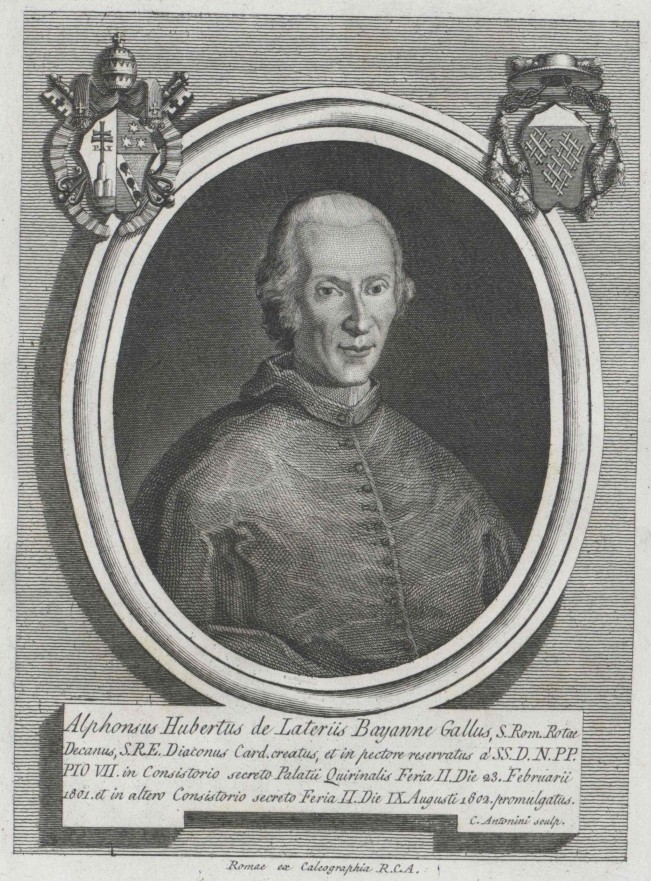
Alphonse-Hubert Kardinal de Latier de Bayane

Alphonse-Hubert de Latier de Bayane (* 30. Oktober 1739 in Valence; † 27. Juli 1818 in Paris) war ein französischer Kardinal.

## Leben

Wappenschild des Kardinals

Alphonse-Hubert de Latier de Bayane empfing am 17. März 1760 die Priesterweihe und war zunächst Seelsorger an der Cathédrale Saint-Apollinaire de Valence und danach Generalvikar des Bistums Coutances. Im Anschluss war er von 1770 bis 1781 Abt des Klosters Saint-Guilhem-le-Désert. Zugleich war er zwischen 1772 und 1792 zunächst Auditor sowie im Anschluss vom 21. März 1792 bis zum 9. August 1802 Dekan der Römischen Rota (Tribunal Rotae Romanae), dem ordentlichen Appellationsgerichtshof und nach der Apostolischen Signatur das zweithöchste Gericht der römisch-katholischen Kirche.
Am 23. Februar 1801 erfolgte durch Papst Pius VII. die Ernennung von Alphonse-Hubert de Latier de Bayane zum Kardinal in pectore, die am 9. August 1802 veröffentlicht und die Kreierung zum Kardinal somit wirksam wurde. Zugleich wurde er am 9. August 1802 auch zum Kardinaldiakon von Sant’Angelo in Pescheria ernannt. 1811 empfing der Papst in Savona zusammen mit den Kardinälen Giuseppe Maria Doria Pamphilj, Antonio Dugnani, Fabrizio Ruffo und Alphonse-Hubert de Latier de Bayane auch Kardinal Aurelio Roverella. Kardinal Roverella übernahm die Führungsrolle in dieser Gruppe von Kardinälen, welche die eigentlichen Verfasser des päpstlichen Breve waren, mit dem Pius VII. seine Zustimmung zu allen Beschlüssen der Bischofsversammlung von Paris und der Ergänzung des Konkordats von 1801 durch die Organischen Artikel gab. Im Frühjahr 1811 begleitete er nach langen Verhandlungen mit Kardinal Joseph Fesch Francesco Bertazzoli beim Besuch des Papstes, der zu jener Zeit von Napoleon Bonaparte in Savona gefangen gehalten wurde. Bertazzoli war der einzige Gefährte des Papstes in dessen Gefangenschaft und dürfte so dazu beigetragen haben, dass Pius VII. am 25. Januar 1813 das Konkordat von Fontainebleau unterzeichnete.